# グラビアトークオーディション
『グラビアトークオーディション』は、2006年10月28日から2007年3月24日までフジテレビの深夜番組放送枠『DO!深夜』内で放送されていたトークバラエティ番組。放送時間は毎週土曜 26:15 - 26:45。

## 概要
主に雑誌グラビアで活躍するアイドル10名が毎週スタジオに集い、毎回違ったトークテーマに沿って自己アピールや特技披露を繰り広げ、番組内を盛り上げていく（俗に「雛壇トーク」と呼ばれる）。収録の様子を有名放送作家やプロデューサーなど制作サイドの人間が即日審査を行い、トークスキルやアピールが足りなかったと判定された3名はそこで降板し、残った7名は来週の収録に参加資格を得る。次回以降の欠員補充は、スタジオ裏モニターで出演を狙うべく本番収録をモニターで見ながら待機している通称・モニターアイドルが15名ほど存在し、次回の番組冒頭でMCが出したトークテーマの解答をフリップに書いてもらい、MCの独断でその内容に興味を持った3名を選出。新たに10名で収録が行われる。なお、モニターアイドルは収録セットの背景として登場している。
オーディションは、原則MCの指名を受けたアイドル順にトークを繰り広げるのだが、中にはトークではなく単なる特技披露で終わる場合もあり、それに異を唱えた別のアイドルが対抗して同じ事をやって見せたり、それ以上のアピールを行うなどアイドル達の心理的駆け引きの様子が映し出される。またこの番組の特徴として、放送中に収録後の様子が頻繁に挿入され、あるアイドルのアピール場面がどのような意図で行なわれたのか、また反省点や良かった点を語る場面が所々に差し込まれ、視聴者はその迂闊な思惑や勘違いぶりとともに、アイドルを越えた部分の素の人間模様も楽しめるように構成されている。
実際の放送は2007年3月24日までだが、実際のオーディションは2007年3月3日分までで、そこで生き残った者を全員合格として、翌2007年3月10日放送分は、オーディションに勝ち残った10名のアイドルたちが番組スタッフが考えた様々なゲームバトルを若槻チームとほしのチームに分かれて行い、将来的にバラエティ番組で採用されるためのシミュレーションを行う「グラビアゲームシミュレーション」という番組名で放送された。負けたチームには罰ゲームが待っている。
残り2週は視聴率ワースト（2007年3月17日）、視聴率ベスト（2007年3月24日）が番組MCのみの収録で発表された。

## 出演者

### メインMC（オーディション・シミュレーション共通）
- ほしのあき
- 若槻千夏

オーディション時代、若槻千夏病気休養のための代理MC（ゲストMC）
- 千秋（2006年12月2日 - 2006年12月9日）
- 磯野貴理子（2006年12月16日 - 2006年12月23日）
- 光浦靖子（2007年1月13日 - 2007年1月20日）

## 登場グラビアアイドル一覧
毎週10名が本番に出演し、収録後に7名の合格者が次週の収録に参加できる。次週は収録に先駆けてスタジオ裏に控えているモニターアイドルの中から3名の欠員の補充を行い、こうして収録と欠員の補充の繰り返しが行われるシステムとなっている。また1度不合格となった者も再びモニターアイドルから挑戦して再登場を狙う事も可能である（鈴木あきえ、スザンヌが再登場を果たした）。
2007年3月3日の放送で最終回となり、その時の出演者全員が最終的に合格となった。合格者10名が「グラビアゲームシミュレーション」に参加している。

### 最終オーディション合格者（シミュレーション参加者）
- 早美あい（14回出演：2006年10月28日 - 2007年3月3日） - 唯一の皆勤賞だったことでグランドチャンピオンとして認定され、最終回に告知タイムのご褒美をゲットした。
- 松井絵里奈（10回出演：2006年12月9日 - 2007年3月3日）
- 丸居沙矢香（5回出演：2007年1月27日 - 2007年3月3日）
- 田代さやか（4回出演：2007年2月3日 - 2007年3月3日）
- 谷亜里咲（2回出場：2007年2月24日 - 2007年3月3日）
- 二宮歩美（2回出場：2007年2月24日 - 2007年3月3日）
- Lisa（2回出場：2007年2月24日 - 2007年3月3日）
- マリア・ファッション（1回出場：2007年3月3日）
- 稲垣実花（1回出場：2007年3月3日）
- 工藤亜耶（1回出場：2007年3月3日）

### 過去に出演したオーディション落選者
- 松嶋初音（10回出演：2006年10月28日 - 2007年1月27日）
- Erina（6回出演：2007年1月13日 - 2007年2月24日）
- 鈴木あきえ（5回出演：2006年10月28日 - 2006年11月11日、2007年1月13日 - 2007年1月20日）
- 田澤麻衣（5回出演：2006年11月4日 - 2006年12月16日）
- ふじはらよしえ（4回出演：2006年11月11日 - 2006年12月9日）
- ますきあこ（4回出演：2006年11月11日 - 2006年12月9日）
- 小林ユリ（4回出演：2006年12月2日 - 2006年12月23日）
- スザンヌ（4回出演：2006年12月2日 - 2006年12月9日、2007年1月20日 - 2007年1月27日）
- 相沢真紀（4回出演：2006年12月16日 - 2007年1月20日）
- 松山渚（4回出演：2007年1月20日 - 2007年2月17日）
- 類家明日香（3回出演：2006年10月28日 - 2006年11月11日）
- 玲奈（3回出演：2006年10月28日 - 2006年11月11日）
- ゴールデン小雪（3回出演：2006年11月11日 - 2006年12月2日）
- 次原かな（3回出演：2006年12月16日 - 2007年1月13日）
- こばやしまり（3回出演：2007年2月3日 - 2007年2月17日）
- 初音ひさみ（2回出演：2006年10月28日 - 2006年11月4日）
- 西内裕美（2回出演：2006年12月9日 - 2006年12月16日）
- 吉田智美（2回出演：2006年12月9日 - 2006年12月16日）
- さゆみ（2回出演：2006年12月23日 - 2007年1月13日）
- 永井渚（2回出演：2007年1月27日 - 2007年2月10日）
- 山本早織（2回出演：2007年1月27日 - 2007年2月10日）
- 原田麻衣（2回出演：2007年2月3日 - 2007年2月10日）
- 佐野夏芽（2回出場：2007年2月17日 - 2007年2月24日）
- 坂本りおん（2回出場：2007年2月17日 - 2007年2月24日）
- KONAN（1回出演：2006年10月28日）
- 戸田れい（1回出演：2006年10月28日）
- 仲村みう（1回出演：2006年10月28日）
- 立花彩野（1回出演：2006年11月4日）
- 森下悠里（1回出演：2006年11月4日）
- 浦えりか（1回出演：2006年12月2日）
- 森本さやか（1回出演：2006年12月2日）
- 海川ひとみ（1回出演：2006年12月23日）
- 南知里（1回出演：2006年12月23日）
- 水沢友香（1回出演：2007年1月13日）
- 石坂希恵（1回出演：2007年1月20日）
- 湯原麻利絵（1回出場：2007年2月17日）

### 番組卒業
- 緑友利恵（8回出演：2006年10月28日 - 2006年11月11日、2006年12月16日 - 2007年1月27日） - 高校受験専念のため、番組卒業を表明。緑は1度番組を欠席している（収録が2本撮りなので、第4回と第5回を欠席）が、それは学校の期末テストによるもので、実質1度も落選せずに卒業することとなった。また、この番組への出演中、収録を見に来ていたプロデューサーに見初められ、高校入学後にフジテレビ系のバラエティ番組に出演するようになる。

### 備考
- MC若槻千夏の病気休養により、急遽サブオーディション編となった第4回、第5回は回数に含まず。
- 第13回（2007年2月3日放送）、第14回（2007年2月10日）はトークテーマが2週にわたって放送されたので、2週で1回分としてカウント。

## ネット局
| 放送対象地域 | 放送局                     | 系列           | 放送曜日および放送時間                       | 放送日の遅れ |
| ------------ | -------------------------- | -------------- | -------------------------------------------- | ------------ |
| 関東広域圏   | フジテレビ（CX）【制作局】 | フジテレビ系列 | 土曜 26時15分 - 26時45分（『DO!深夜』第2部） |              |
| 佐賀県       | サガテレビ（sts）          | フジテレビ系列 | 木曜 24時35分 - 25時05分                     | 12日遅れ     |
| 鹿児島県     | 鹿児島テレビ（KTS）        | フジテレビ系列 | 土曜 25時45分 - 26時15分                     | 63日遅れ     |

## 備考
- 若槻千夏が体調不良により長期休養を余儀なくされたため、第4回（2006年11月18日）と第5回（2006年11月25日）では「グラビアトークオーディション・オーディション」と題して番組に参加するための予備オーディションの模様が放送された。
- サガテレビは2006年11月9日から、鹿児島テレビは2007年1月6日からそれぞれ放送を開始。
- 病気療養していた若槻は2007年1月27日放送分よりMCに復帰。その際に、休養中にネットを中心に蔓延していた自身の妊娠説や整形説などの噂をあらためて否定した。
- 2007年1月13日の放送で、収録を視察していた神原孝（フジテレビプロデューサー）が緑友利恵を直接スカウトし、神原の担当番組である『ザ・ベストハウス123』への出演が決まった（2007年1月31日に放送）。この番組を通してゴールデンタイム番組の出演が決定したはじめての事例となった。また、神原は松井絵里奈もスカウトしており、神原の担当番組である『クイズ!ヘキサゴンII』（2007年2月7日放送分）や『ザ・ベストハウス123』（2007年2月7日放送分 以後、彼女は準レギュラー格として出演している）に出演している。また落選者の中で最長の出演回数を記録した松嶋初音や短い登場期間ながらバラエティ向けの印象を強く残したスザンヌも後に『クイズ!ヘキサゴンII』のオファーを受けて出演を果たしており、特にスザンヌは2009年現在もレギュラー格として出演している。
- 最終オーディションで合格者発表の後、「オーディションマン」というキャラクターがMCの後ろに存在していた事が明かされた。ずっと公開する機会が無く、今回が最終回であったため、作成した美術スタッフに考慮して晴れて日の目を見ることができた。

## 番組視聴率
- 最高平均視聴率 - 第14回（2007年2月10日放送）…2.9% ＜占拠率30%＞
- 最低平均視聴率 - 第2回（2006年11月4日放送）、第7回（2006年12月9日）…1.3%
- アイドル別瞬間最高視聴率 - 松嶋初音（2006年10月28日）…3.7%
- アイドル別瞬間最低視聴率 - 田澤麻衣（2006年11月4日）…0.7%

## スタッフ
- ナレーション：高塚正也、高橋真麻（当時フジテレビアナウンサー）
- 企画：浜野貴敏
- 構成：遠藤達也、小川浩之、酒井健作、下田雄大
- TP：高橋義美
- SW：横山政照
- CAM：吉川和彦
- VE：田畑司
- AUD：奈良岡純一
- 照明：四分一浩
- 編集：坂田誠司
- MA：土屋信
- 音響効果：西山知史、中村由紀
- タイムキーパー：平野美紀子
- タイトル：ニイルセン
- 美術制作：井上幸夫
- デザイン：桐山三千代
- 美術進行：鈴木真吾
- 大道具：清水雅泰
- アクリル装飾：児玉希生
- メイク：美濃屋智代
- 広報：谷川有季
- デスク：永島聖子
- FD：浅尾和寿、城山光正
- AP：田隖宗昭、桐谷太一、中田美津子
- ディレクター：椎葉宏治、当麻康夫、菊池泰子、飯島拓哉
- 演出：西原信行
- プロデューサー：佐々木将、金佐智絵
- チーフプロデューサー：清水宏泰
- 制作協力：THE WORKS
- 制作著作：フジテレビ